# 33971 Alexdavis
33971 Alexdavis este o planetă minoră (asteroid), cu un diametru de 3,29 km, din centura de asteroizi. A fost descoperită pe 5 iulie 2000 la Stația Anderson Mesa de Lowell Observatory Near-Earth-Object Search. 
Obiectul prezintă o orbită caracterizată de o semiaxă mare de 2,3144584 UAi, o excentricitate de 0,08, o înclinație de 5,30441 ° în raport cu ecliptica.